# Бобринецька міська територіальна громада
Бобринецька міська громада — територіальна громада в Україні, у Кропивницькому районі Кіровоградської області. Адміністративний центр — місто Бобринець.
Площа громади — 194,3 км², населення — 11 672 мешканці (2018).
Утворена 14 серпня 2015 року шляхом об'єднання Бобринецької міської ради та Червонодолинської сільської ради Бобринецького району.

## Населені пункти
У складі громади 9 населених пунктів — 1 місто (Бобринець) і 8 сіл:
- Богданівка
- Великодрюкове
- Дібрівка
- Коржеве
- Обланка
- Садове
- Червона Долина
- Шляхове